# Louis Joseph Watteau
Louis Joseph Watteau, detto Watteau di Lille (Valenciennes, 10 aprile 1731 – Lille, 27 agosto 1798), è stato un pittore francese.
Era nipote di Antoine Watteau, pittore delle fêtes galantes, e figlio di Noël Joseph Watteau (1689-1756), fratello del precedente.
Pittori attivi a Lille, lui e suo figlio François saranno chiamati i “Watteau de Lille”. Il suo ruolo fu determinante nella creazione del futuro Palais des Beaux-Arts de Lille, che venne inaugurato nel 1803, effettuando il primo inventario dei dipinti confiscati durante la Rivoluzione.

## Biografia
Il giovane Louis nacque nel 1731 a Valenciennes in una famiglia di conciatetti. Noël Joseph Watteau, suo padre, sposò Marie-Jeanne Fournier in prime nozze, ma divenne presto vedovo. Successivamente, sposò in seconde nozze Marie-Charles de Noyelles, proveniente da Avesnes-sur-Helpe. Ebbero tre figli, tra cui Jacques Noël Joseph (che si firmava Joseph Watteau) che era il maggiore. Poi fu la volta di Louis Joseph e quindi di Jacques Laurent. I fratelli avevano anche una sorellastra dal primo matrimonio, Marie Catherine, conosciuta come Béatrice quando divenne una beghina.
La sua vocazione di artista proveniva probabilmente da suo zio Antoine Watteau, morto dieci anni prima della nascita di Louis Joseph. Sui suoi maestri c'è poca conoscenza. Forse Guillaume Lefebvre, perché aveva un apprendista di nome Watteau, ma potrebbe essere stato un altro membro della famiglia o un omonimo non imparentato con essa. Fromentin evoca Gabriel-François Doyen come un ipotetico maestro. Tuttavia, l'eventualità più probabile riguarda Jacques Dumont, che nel 1750 fu vicerettore all'Académie Royale, e che fu l'unico professore proveniente dal nord della Francia. È quindi del tutto possibile che abbia preso Louis Watteau sotto la sua ala protettrice, per introdurlo all'Accademia.
Proseguì così la sua formazione a Parigi, presso l'Académie Royale. Nel dicembre 1751, ottenne la medaglia del quartier di ottobre per uno studio (DL 58), ora perso. Si presume che durante il suo soggiorno a Parigi abbia incontrato Louis-Jacques Durameau, che aveva ricevuto una medaglia l'anno successivo.
Nel 1756 tornò a Valenciennes e partecipò ai funerali del padre, il 19 marzo. L'anno successivo sposò Agnès Dandoy (1734-1811), originaria di Mons (Belgio). Ebbero insieme dodici figli, tra cui François Watteau che diventò a sua volta pittore.
Stabilitosi nella sua città natale, organizzò il suo lavoro come voleva la professione: possedeva la sua bottega, assunse regolarmente apprendisti e partecipò alla Corporazione di San Luca. Tuttavia, non è stato trovato alcun lavoro di questo periodo, forse per mancanza di ordini.
Decise quindi, nel 1765, di andare a vivere a Lille, per avere più clienti. Purtroppo la crisi del 1760  ebbe ripercussioni negative sull'artigianato di lusso, anche se colpì maggiormente le "piccole persone". La mentalità all'epoca era molto conservatrice, e c'erano pochi mecenati, non c'era abbastanza emulazione intellettuale per incoraggiare un giovane talento. Louis Watteau si sforzò comunque di stringere legami con i nobili della città.
Gli inizi furono piuttosto difficili, fino a quando non ebbe accesso alle funzioni ufficiali nel 1771. Ottenne infatti la supervisione di Louis Guéret alla scuola di disegno di Lille. Alla morte di quest'ultimo, nel luglio 1778, venne nominato insegnante di disegno e divenne il pittore più importante della città. Svolse una serie di importanti incarichi a livello locale e collaborò durante alcune celebrazioni ufficiali.
Fu in questa città che fece un incontro decisivo: quello con Charles Lenglart, che fu il padrino del suo sesto figlio ma anche il suo principale cliente. Fu un supporto sociale che non aveva avuto a Valenciennes. Egli stesso era un pittore dilettante e sposato con Anne Van Nuffel, appartenente alla nobiltà di Bruxelles.
Nel 1770 fu assistente del pittore Louis-Jean Guéret alla scuola di disegno di Lille. Nel 1778 subentrò come direttore del corso di disegno. Membro dell'Accademia di Belle Arti di Lille sin dalla sua fondazione, nel 1775, divenne poi uno dei principali artefici della fondazione dell'Accademia di Valenciennes nel 1783. Stabilitosi definitivamente a Lille, vendette il suo lavoro di pittore di Valenciennes nel 1788 e iniziò a salvare i dipinti confiscati all'inizio della Rivoluzione, cosa che lo portò ad essere l'iniziatore del museo cittadino nel 1795.
Louis Joseph Watteau morì il 27 agosto 1798 (10 Fructidor dell'anno VI) nel suo alloggio presso la Scuola Centrale di Lille, rue des Arts.

### Stile di pittura
Ebbe molti ordini dalle comunità religiose e dai notabili della città. I suoi disegni sono piuttosto rari ma contengono molte scene rurali.
Con il periodo rivoluzionario del 1789 andò incontro ad un periodo difficile, gran parte della sua produzione venne distrutta, ma riuscì, nonostante tutto, a preservare un posto all'interno della regione. Successivamente dipinse molti soggetti militari.

## Opere

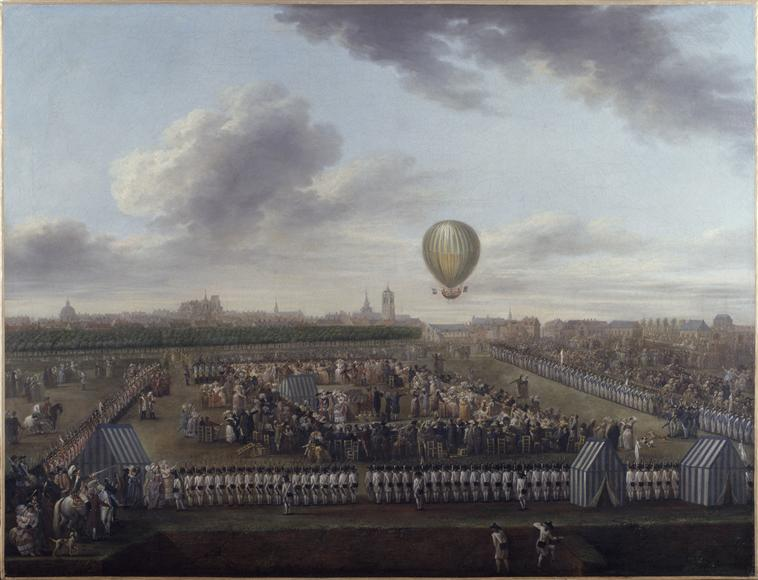
La 14° esperienza aerostatica di Monsieur Blanchard accompagnato da Chevalier Lépinard, Lille, Museo dell'ospizio Comtesse

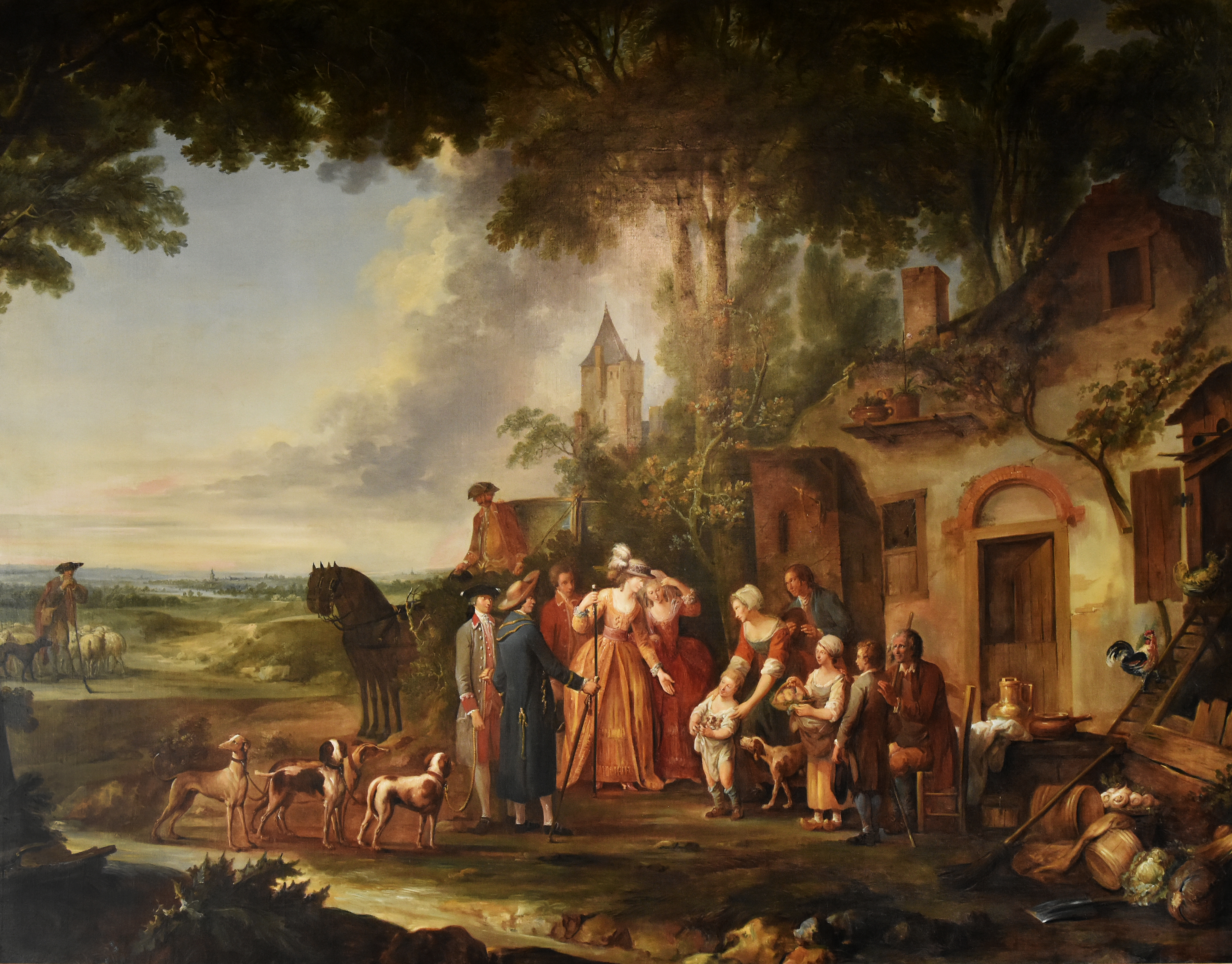
La visita alla fattoria, Museo dei Sens

Le sue opere sono per lo più conservate nei musei di Lille e Valenciennes.
- Avesnes-sur-Helpe, collegiata di Saint-Nicolas: tre dipinti nella cappella della Vergine; furono distrutti nell'incendio della collegiata il 15 aprile 2021[3];
- Lille:
  - Chiesa di San Maurizio: quattro scene della Passione: Quattro scene della Passione (1767)
  - Museo dell'Ospizio Comtesse:

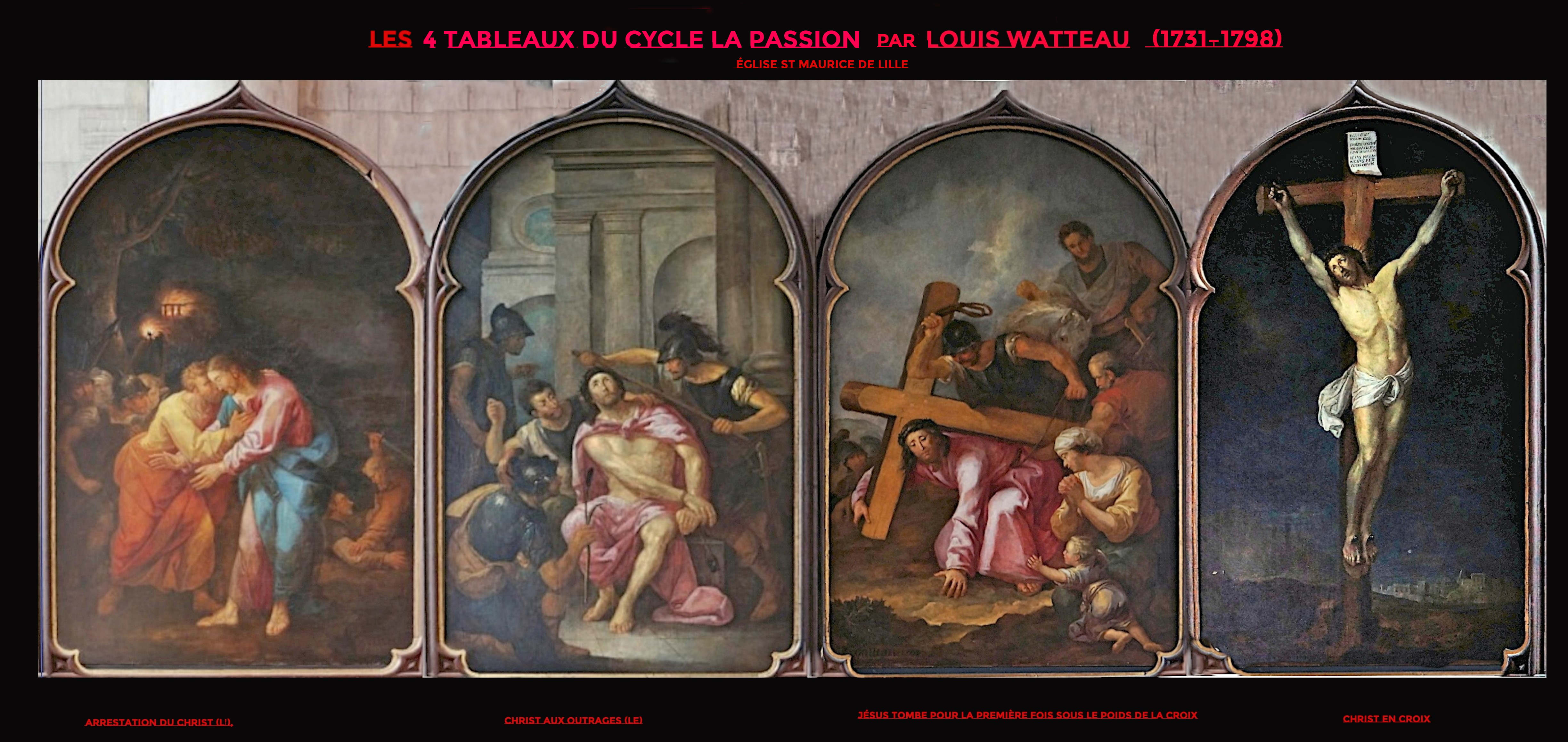
Quattro scene della Passione (1767)

    - Il 14 esperimento aerostatico di M. Blanchard, olio su tela;
    - Il bombardamento di Lille, olio su tela;
    - Il ritorno degli aeronauti Blanchard e Lépinard, olio su tela;
    - Il piatto da barba, olio su tavola;

  - Palais des Beaux-Arts de Lille:
    - L'accoglienza di un soldato che arriva in patria, con Lille vista da Dieu-de-Marcq sullo sfondo, 1774, olio su tela;
    - La festa al Colosseo a Lille, 1789 circa, olio su tela, 240 × 227[4]
    - Il violinista, olio su tela;
    - Il mercante di dimenticanza, olio su tela;
- Parigi, Museo del Louvre: La tentazione di sant'Antonio;
- Reims, museo delle belle arti: Battaglia e Attacco di un charatte;
- Valenciennes, Museo delle Belle Arti:
  - La bella colomba, olio su tela;
  - Il vecchio giocatore, olio su tela;
  - Congedo Assoluto, olio su tela;
  - Il drago amoroso, olio su tela;
  - Il Savoiardo e la sua marmotta, olio su tela.
- Collezioni private :
  - La sosta alla locanda, olio su tela, 42 × 57, Collezione privata, vendita Couturier Nicolay 1990